# Sun Yiwen
Sun Yiwen (chiń. 孙一文 ur. 17 czerwca 1992 w Yantai) – chińska szpadzistka, trzykrotna medalistka olimpijska i wielokrotna medalistka mistrzostw świata.
Podczas igrzysk olimpijskich w Rio de Janeiro w 2016 roku zdobyła indywidualnie brązowy medal, ustępując jedynie Węgierce Emese Szász i Włoszce Rosselli Fiamingo. Na tej samej imprezie reprezentantki Chin w składzie: Sun Yiwen, Sun Yujie, Xu Anqi i Hao Jialu wywalczyły srebrny medal drużynowo. Na rozgrywanych cztery lata później igrzyskach olimpijskich w Tokio zwyciężyła w rywalizacji indywidualnej, pokonując w finale Anę Marię Popescu z Rumunii 11-10. W zawodach drużynowych była tam czwarta.
Na mistrzostwach świata w Budapeszcie w 2013 roku wraz z koleżankami z reprezentacji zdobyła srebrny medal w zawodach drużynowych. Chinki z Sun w składzie zdobyły również złote medale na mistrzostwach świata w Moskwie (2015) i mistrzostwach świata w Budapeszcie (2019), srebrny podczas mistrzostw świata w Lipsku (2017) oraz brązowy na mistrzostwach świata w Wuxi (2018). Ponadto była trzecia indywidualnie na mistrzostwach świata w Mediolanie (2023).
Ponadto na igrzyskach azjatyckich w Inczon (2014) zwyciężyła w drużynie, na igrzyskach azjatyckich w Dżakarcie (2018) była najlepsza drużynowo i druga indywidualnie, a na igrzyskach azjatyckich w Hangzhou (2022) była trzecia drużynowo. Na Światowych Wojskowych Igrzyskach Sportowych 2019 zwyciężyła w konkursie indywidualnym i była trzecia w drużynie.